# Eugen von Gothard

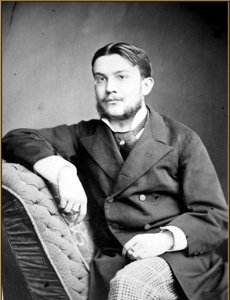
Eugen von Gothard (etwa 1890)

Eugen von Gothard (* 31. Mai 1857 in Herény in West-Ungarn; † 29. Mai 1909 ebenda), ung. Gothard Jenő, war ein ungarischer Adliger und Amateur-Astronom. Er studierte an der Technischen Hochschule in Wien, vor allem bei den Astronomen Herr und Tinter. Auf seinem Gut Hereny errichtete er ein großes astrophysikalisches Observatorium. Er besaß ein Spiegelteleskop und nutzte bereits die Spektrometrie.
Ab den 1880er Jahren leistete er Pionierarbeit auf dem Gebiet der astronomischen Fotografie. Am 1. September 1886 fotografierte er erstmals den Zentralstern des Ringnebels M57 im Sternbild Lyra. Sein wissenschaftliches Erbe wird vom Gothard Astrophysikalischen Observatorium der Loránd-Eötvös-Universität bewahrt.
1980 wurde der Asteroid (1710) Gothard nach ihm benannt.